# 조셉 벨라미
조셉 벨라미(Joseph Bellamy; 1719년 2월 20일 - 1790년 3월 6일) 미국의 회중 교회 목회자이며, 뉴잉글랜드의 새빛 신학파이다. 조나단 에드워즈의 대각성 운동과 밀접한 연관이 있다.
대표적인 저서로는 《참된 종교의 본질에 관하여》이며, 존 위더스푼은 이 참된 종교에 대한 개념을 그에게 가져왔다.

## 참된 종교의 본질에 관하여
조나단 에드워즈는 1750년 8월 4일에 노트햄턴에서 이 책의 서문을 써 주었다. 그는 참된 종교가 잘못된 교리와 지식으로부터 구별되는 것을 보다 더 정확하게 밝혀내기를 바랬다.
1. ↑  Morrison, Jeffry H., 1961- (2005). 〈2. The Public Interest of Religion〉. 《John Witherspoon and the founding of the American republic》. Notre Dame, Ind.: University of Notre Dame Press. 25쪽. ISBN 978-0-268-08677-0.